# Моэн, Трэвис
Трэ́вис Мо́эн (англ. Travis Moen, 6 апреля 1982, Суифт-Каррент, Саскачеван, Канада) —
канадский профессиональный хоккеист, нападающий клуба НХЛ «Даллас Старз».

## Карьера
Хоккейная карьера Трэвиса Моэна началась в клубе WHL «Келоуна Рокетс». В 2000 году нападающий был выбран на драфте НХЛ «Калгари Флэймз», однако первый матч в НХЛ Трэвис провёл лишь в 2003 году за «Чикаго Блэкхокс» (Контракт с американским клубом форвард подписал в 2002 году, будучи свободным агентом: «Калгари», хоть и задрафтовал игрока, контракта ему так и не предложил).
В межсезонье 2005 Трэвис Моэн был обменян в «Анахайм Дакс»; в калифорнийском клубе форвард провёл 4 года и добился высшего достижения в своей профессиональной карьере: стал вместе с командой обладателем Кубка Стэнли в сезоне 2006/07.
Сезон 2008/09 стал для нападающего последним в составе «Дакс»: по ходу сезона он перешёл в «Сан-Хосе Шаркс». В межсезонье 2009 Трэвис Моэн, ставший свободным агентом, подписал контракт с «Монреаль Канадиенс».
11 ноября 2014 года перешёл в «Даллас Старз» в обмен на Сергея Гончара.

## Достижения
Обладатель Кубка Стэнли: 2007(«Анахайм Дакс»)